# Nørre Søby
Nørre Søby är en tätort i Fåborg-Midtfyns kommun i Region Syddanmark i Danmark. Tätorten har 927 invånare (2024). Den ligger på Fyn, cirka 8,5 kilometer nordväst om Ringe.